# باندیکوت نواری غربی
باندیکوت نواری غربی (نام علمی: Perameles bougainville) نام یک گونه از سرده باندیکوت‌های پوزه‌بلند است.